# Javier Alejandro Jiménez Paris
Javier Alejandro Jiménez Paris (Oranjestad, 27 maggio 2000) è un calciatore olandese, difensore del Neustrelitz e della nazionale arubana.

## Carriera

### Nazionale
Nel 2019 ha esordito con la nazionale arubana.

## Statistiche

### Cronologia presenze e reti in nazionale
| Cronologia completa delle presenze e delle reti in nazionale ― Aruba | Cronologia completa delle presenze e delle reti in nazionale ― Aruba | Cronologia completa delle presenze e delle reti in nazionale ― Aruba | Cronologia completa delle presenze e delle reti in nazionale ― Aruba | Cronologia completa delle presenze e delle reti in nazionale ― Aruba | Cronologia completa delle presenze e delle reti in nazionale ― Aruba | Cronologia completa delle presenze e delle reti in nazionale ― Aruba | Cronologia completa delle presenze e delle reti in nazionale ― Aruba |
| Data                                                                 | Città                                                                | In casa                                                              | Risultato                                                            | Ospiti                                                               | Competizione                                                         | Reti                                                                 | Note                                                                 |
| -------------------------------------------------------------------- | -------------------------------------------------------------------- | -------------------------------------------------------------------- | -------------------------------------------------------------------- | -------------------------------------------------------------------- | -------------------------------------------------------------------- | -------------------------------------------------------------------- | -------------------------------------------------------------------- |
| 15-10-2019                                                           | Willemstad                                                           | Aruba                                                                | 0 – 6                                                                | Giamaica                                                             | CONCACAF Nations League 2019-2020 - Fase a gironi                    | -                                                                    | 46’                                                                  |
| 27-3-2021                                                            | Bradenton                                                            | Aruba                                                                | 0 – 6                                                                | Suriname                                                             | Qual. Mondiali 2022                                                  | -                                                                    | 89’                                                                  |
| 30-3-2021                                                            | Bradenton                                                            | Bermuda                                                              | 5 – 0                                                                | Aruba                                                                | Qual. Mondiali 2022                                                  | -                                                                    |                                                                      |
| 2-6-2021                                                             | Bradenton                                                            | Isole Cayman                                                         | 1 – 3                                                                | Aruba                                                                | Qual. Mondiali 2022                                                  | -                                                                    | 79’                                                                  |
| Totale                                                               |                                                                      | Presenze                                                             | 4                                                                    |                                                                      | Reti                                                                 | 0                                                                    |                                                                      |